# Йордансмюльская культура
Йордансмюльская (Йордановская) культура — культура финального неолита (по западноевропейской классификации), или раннего медного века (по восточноевропейской классификации, 4300—3900 годы до н. э.), синхронная последней фазе лендьельской культуры (Лендьел IV) на территории Чехии и Силезии, от которой, по-видимому, и происходит. Несколько археологических памятников обнаружено в окрестностях Дрездена у реки Эльба. Сосуществовала с михельсбергской культурой. На большей части территории была поглощена культурой воронковидных кубков.
Термин ввёл в обиход Ганс Зегер в 1906 году по отношению к раскопкам, проведенным в окрестностях деревни Йордансмюль (ныне Йорданув-Шлёнски, pl:Jordanów Śląski) близ Вроцлава в период 1898—1911 годов. Поселения располагались, как правило, на возвышенностях. В данном регионе это было время появления первых медных изделий. Это исключительно украшения, в частности, жемчужные, а также подвески и спиральные браслеты.
На территории Силезии погребения осуществлялись в скорченном («зародышевом») положении в направлении восток-запад. Женщин укладывали на правом боку, а мужчин — на левом. Могилы содержали украшения и два или четыре сосуда на уровне головы. Тела были окружены камнями. На территории Богемии преобладала кремация.

## Йордансмюльский баран
В 1925 в Йорданове при раскопках одного из захоронений была обнаружена фигурка, изображавшая барана, наряду с останками двух сосудов и кремнёвым кинжалом. Это единственное известное фигурное изображение йордансмюльской культуры.